# Нарейки (Станьковский сельсовет)
Наре́йки (бел. Нарэ́йкі) — деревня в составе Станьковского сельсовета Дзержинского района Минской области Беларуси. Находится в 10-и километрах от Дзержинска, 52-х километрах от Минска, в 10-и километрах от железнодорожной станции Койданово и в 7-и километрах от станции Негорелое.

## История
Известны со второй половины 18 века, как деревня в Минском повете Минского воеводства Великого княжества Литовского и владение Радзивиллов.
После второго раздела Речи Посполитой в 1793 году — находились в составе Российской империи. В 1800 году здесь проживали 59 жителей и насчитывалось 17 дворов, Нарейки тогда были владением Доминика Радзивилла.
В середине 19 века принадлежала казне в составе имения Койданово и Полонецкой сельской громады. В 1870 году — 11 жителей мужского пола. В 1916 году открыто 1-классное народное училище. В 1917 году, в деревне установлена Советская власть, насчитывалось 11 дворов и 71 житель деревни, на одноимённом хуторе — 7 дворов, 37 жителей. С 9 марта 1918 года в составе провозглашённой Белорусской Народной Республики, однако фактически находилась под контролем германской военной администрации. С 1 января 1919 года в составе Советской Социалистической Республики Белоруссия, а с 27 февраля того же года в составе Литовско-Белорусской ССР, летом 1919 года деревня была занята польскими войсками, после подписания рижского мира — в составе Белорусской ССР.
С 1924 года Нарейки вошли в состав Койдановского района как центр национального польского сельского совета, с 1932 года — в Койдановском национальном польском районе, с 29 июня 1932 года — в Дзержинском национальном польском районе (23 августа 1937 года власти СССР реорганизовали национальный польский район в белорусский), с 31 июля 1937 года — в Заславском районе, с 4 сентября 1939 года — в Дзержинском районе Минской области. В 1926 году в Нарейках проживает 114 жителей, насчитывается 23 двора.
С 28 июня 1941 года по 7 июля 1944 года — под немецко-фашистской оккупацией, на фронте погибло 6 жителей деревни.
В 1960 году в деревне проживает 64 жителя. Нарейки входили в колхоз «Красное Знамя» (центр — д. Рудня).

## Население
| Численность населения (по годам) | Численность населения (по годам) | Численность населения (по годам) | Численность населения (по годам) | Численность населения (по годам) | Численность населения (по годам) | Численность населения (по годам) |
| 1800                             | 1897                             | 1909                             | 1917                             | 1926                             | 1960                             | 1991                             |
| -------------------------------- | -------------------------------- | -------------------------------- | -------------------------------- | -------------------------------- | -------------------------------- | -------------------------------- |
| 59                               | ↗ 71                             | ↗ 76                             | ↗ 121                            | ↘ 114                            | ↘ 64                             | ↘ 19                             |
| 2010                             | 2017                             | 2018                             | 2020                             |                                  |                                  |                                  |
| ↘ 6                              | → 6                              | → 6                              | ↗ 7                              |                                  |                                  |                                  |